# 马莲乡
马莲乡，是中华人民共和国宁夏回族自治区固原市西吉县下辖的一个乡镇级行政单位。

## 行政区划
马莲乡下辖以下地区：
马莲村、北山村、巴都沟村、张堡塬村、马其沟村、后庄村、北坡村、陆家沟村、堡子山村、南川村、麻子湾村、东洼村、八代沟村、罗漫沟村和新堡村。